# Wittmann Géza
Wittmann Géza (Polgárdi, 1961. szeptember 14. –) magyar labdarúgó, középpályás, edző.

## Pályafutása
1975-ben 14 évesen kezdte a labdarúgást a Videotonban. 1981-ben lett az első csapat tagja és a következő évben be is mutatkozott az élvonalban. 1982–1983-as idényben a Várpalota csapatában szerepelt, majd sorkatonai szolgálata alatt a Honvéd Szabó Lajos SE-ben. 1983-ban visszatért anyaegyesületéhez Székesfehérvárra és részese lett a két bajnoki bronzérmet és UEFA-kupa második helyet szerző csapatnak. Az UEFA-kupában 7 mérkőzésen szerepelt és a fehérvári mérkőzésen ő lőtte szabadrúgásból a Videoton gólját a Manchester Unitednek és ezzel lett az állás, összesítésben 1-1. A továbbjutást eldöntő tizenegyes párbajban is értékesített egy büntetőt.
1988-ban Zalaegerszegre igazolt és itt két idényen át játszott még a magyar élvonalban, majd alacsonyabb osztályú osztrák csapatokban szerepelt és fejezte be az aktív labdarúgást.
1994-től Székesfehérváron pályaedzője lett, az akkor Parmalat néven szereplő csapatnál.
2010 januárjától a Polgárdi VSE felnőtt labdarúgó csapatának edzője.

## Sikerei, díjai
- Magyar bajnokság
  - 3.: 1983–1984, 1984–1985
- UEFA kupa
  - döntős: 1984–1985

## Külső hivatkozások
- Csuhay gólja… – 2005. április 23.
- Húsz éve játszott UEFA-kupa-döntőt a Videoton Archiválva 2009. március 16-i dátummal a Wayback Machine-ben – 2005. május 7.